# Deutscher Racquetball Verband
Der Deutsche Racquetball Verband e. V. (DRBV) ist die Dachorganisation für die Sportart Racquetball in Deutschland. Gegründet wurde der DRBV am 30. Juli 1980 in Hamburg, wo die Geschäftsstelle bis heute ihren Sitz hat. Derzeitiger Präsident ist Mike Mesecke. Der DRBV ist Ausrichter der alljährlichen Deutschen Meisterschaften sowie der German Open.

## Landesverbände
Insgesamt sind zwei Landesverbände und zwei Einzelvereine Mitglied des DRBV.
- Racquetball Landesverband Bayern e. V.
- Racquetball Landesverband Hamburg e. V.
- Racquetball Club Worms e. V. (Rheinland-Pfalz)
- Sport-Club Rhein-Neckar Hurrikan e. V. (Baden-Württemberg)

## Liste der Präsidenten
| Jahr      | Name               |
| --------- | ------------------ |
| 1980–1983 | Wilfried Hauschild |
| 1983–1984 | Winfried Witthöft  |
| 1984–1985 | Hans-Jürgen Möller |
| 1985–1992 | Uwe Krogmann       |
| 1992–1996 | Wolfram Heese      |
| 1996–2025 | Jörg Ludwig        |
| seit 2025 | Mike Mesecke       |

## International
Der Deutsche Racquetball Verband ist Mitglied der European Racquetball Federation und der International Racquetball Federation.